# Cipolletti
Cipolletti è una città dell'Argentina, appartenente alla provincia del Río Negro, nella Patagonia settentrionale. Ha una popolazione di 75 078 abitanti, dato la rende la seconda città della provincia dopo San Carlos de Bariloche. La città è situata sulla sponda nord-orientale del fiume Neuquén, presso la confluenza con il Río  Limay, dalla quale ha origine il Río Negro. Di fronte a Cipolletti, sulla riva opposta del fiume, sorge Neuquén, capitale della provincia omonima, alla quale Cipolletti è collegata da un ponte stradale/ferroviario.

## Storia
Cipolletti fu fondata come fortezza, chiamata Confluencia dal Generale Lorenzo Vintter, nel 1881. Il nome fu cambiato successivamente, e deriva dall'ingegnere romano Cesare Cipolletti, uno dei precursori nello studio del sistema d'irrigazione del Río Negro, cuore della zona di coltivazione di pere e mele dell'Alto Valle.

## Monumenti e luoghi d'interesse
- Monumento a Cipolletti
- Monumento agli Italiani

## Infrastrutture e trasporti

### Strade
La principale via d'accesso alla città è la strada nazionale 22, una delle principali vie di comunicazione della Patagonia argentina che qui s'interseca con la strada nazionale 151.

### Ferrovie
Cipolletti dispone di una propria stazione ferroviaria, capolinea del treno suburbano, noto come Tren del Valle, che unisce la cittadina con Neuquén e Plottier